# Arne Dahl: En midsommarnattsdröm
Arne Dahl: En midsommarnattsdröm (en inglés: "Arne Dahl: A Midsummer Night's Dream"), es una miniserie sueca transmitida del 15 de febrero del 2015 al 22 de febrero del 2015 y dirigida por Trygve Allister Diesen.
Es la cuarta miniserie y la sexta parte de la franquicia de Arne Dahl.
La miniserie es una adaptación a la pantalla de la novela "Arne Dahl: En midsommarnattsdröm" del autor sueco Jan Arnald, quien en ocasiones firma bajo el seudónimo de "Arne Dahl" publicada en el 2003.
La miniserie es precedida por Arne Dahl: Europa blues y sucedida por la miniserie Arne Dahl: Dödsmässa.

## Historia
Cuando una serie de brutales asesinatos de mujeres polacas en Suecia, se reúne nuevamente la Unidad Especial "Grupo A" ahora liderada por la inspectora en jefe Kerstin Holm, después de que Jenny Hultin se retirara y su primera asignación es encontrar al responsable.
Mientras el equipo investiga descubre que las víctimas eran testigos claves de un gran caso contra la mafia polaca, tres de ellas son asesinadas en un lapso de días mientras que las otras dos se encuentran desaparecidas. 
Pronto con el equipo comienzan la búsqueda del despiadado asesino, sin perder la esperanza de encontrar a las dos mujeres desaparecidas con vida.
La nueva integrante de la unidad, la detective Ida Jankowicz comienza a tener problemas para encajar en el equipo mientras que los problemas personales del antiguo miembro de la unidad, Paul Hjelm comienzan a afectar su trabajo como Jefe de Asuntos Internos, Hjelm ahora está divorciado y mantiene una relación con Kerstin, mientras que Jorge y Sara están casados y tienen una hija, Isabel.

## Personajes

### Personajes principales
| Actor                | Personaje       | Ocupación                        | Especialidad              | Episodios | Duración |
| -------------------- | --------------- | -------------------------------- | ------------------------- | --------- | -------- |
| Malin Arvidsson      | Kerstin Holm    | Inspectora en Jefe de la Unidad  | -                         | 2         | 2015     |
| Shanti Roney         | Paul Hjelm      | Jefe de Asuntos Internos         | -                         | 2         | 2015     |
| Magnus Samuelsson    | Gunnar Nyberg   | Detective de la Unidad "Grupo A" | -                         | 2         | 2015     |
| Niklas Åkerfelt      | Arto Söderstedt | Detective de la Unidad "Grupo A" | Análisis                  | 2         | 2015     |
| Alexander Salzberger | Jorge Chavez    | Detective de la Unidad "Grupo A" | Tecnología en Información | 2         | 2015     |
| Vera Vitali          | Sara Svenhagen  | Detective de la Unidad "Grupo A" | Pedofília y Tráfico       | 2         | 2015     |
| Natalie Minnevik     | Ida Jankowicz   | Detective de la Unidad "Grupo A" | Idiomas                   | 2         | 2015     |

### Personajes secundarios
| Actor                 | Personaje             | Ocupación                          | Episodios | Duración |
| --------------------- | --------------------- | ---------------------------------- | --------- | -------- |
| Iwa Boman             | Siw Parwin            | Doctora Forense                    | 2         | 2015     |
| Alexander Karim       | Bengt Åkesson         | Detective del Escuadrón de Vicios  | 2         | 2015     |
| Kenneth Milldoff      | Frank Albrekt         | Comisionado Nacional de la Policía | 2         | 2015     |
| Claes Hartelius       | Brynolf Svenhagen     | -                                  | 2         | 2015     |
| Pascal Andersson      | Anders Holm           | Hijo de Kerstin                    | 2         | 2015     |
| Vanna Rosenberg       | Lotta Björk           | Secretaria                         | 2         | 2015     |
| Ania Chorabik         | Ana Garbarek          | -                                  | 2         | 2015     |
| Andrzej Chyra         | Ozz Ballin            | -                                  | 2         | 2015     |
| Duncan Green          | Roger Lind            | -                                  | 2         | 2015     |
| Niklas Jarneheim      | Claes Tidestrand      | -                                  | 2         | 2015     |
| Sebastian Karlsson    | Jens Carlsson-Smedman | -                                  | 2         | 2015     |
| Ia Langhammer         | Tanja                 | -                                  | 2         | 2015     |
| Alex Lindquist        | Spartakus             | -                                  | 2         | 2015     |
| Lisa Linnertorp       | Jeanette Meyer        | Oficial                            | 2         | 2015     |
| Jörgen Thorsson       | Dan Meyer             | -                                  | 2         | 2015     |
| Bahar Pars            | Eva Bälting           | -                                  | 2         | 2015     |
| Patrycja Pajak        | Elzbieta Tomczyk      | -                                  | 2         | 2015     |
| Malin Persson         | Desire Andersson      | -                                  | 2         | 2015     |
| Rafael Pettersson     | Henrik                | -                                  | 2         | 2015     |
| Malgorzata Pieczynska | Maria Dobrowolska     | -                                  | 2         | 2015     |
| Gunvor Pontén         | Margareta             | -                                  | 2         | 2015     |
| Nina Rudawski         | Jadwiga Zalewski      | -                                  | 2         | 2015     |
| Ola Wahlström         | Thorsten              | -                                  | 2         | 2015     |
| Patrycja Pajak        | Elzbieta Tomczyk      | -                                  | 2         | 2015     |
| Christoffer Nordenrot | Nisse                 | -                                  | 2         | 2015     |
| Sarah Dawn Finer      | -                     | Abogada                            | 2         | 2015     |
| Sara Karlsdotter      | -                     | Asistente Social                   | 2         | 2015     |
| Elmer Törnquist       | -                     | Hombre en las Escaleras            | 1         | 2015     |

## Episodios
La miniserie estuvo conformada por dos episodios.

## Producción
La miniserie fue dirigida por Trygve Allister Diesen, escritos por Erik Ahrnbom, Arne Dahl, Peter Emanuel Falck y Linn Gottfridsson. Contó con la participación del productor Ulf Synnerholm, con el apoyo de los productores ejecutivos Lars Blomgren, Wolfgang Feindt, Lena Haugaard, Henrik Zein, Tasja Abel y Christian Wikander; el productor de línea Mattias Arehn y el productor asociado Frank Seyberth.
La cinematografía estuvo a cargo de Harald Gunnar Paalgard, mientras que la edición estuvo en manos de Rickard Krantz y Erlend Kristoffersen.
El actor Matias Varela fue reemplazado por el actor Alexander Salzberger en el papel del detective de la unidad especial Jorge Chávez.
El primer episodio estrenado el 15 de febrero del 2012 tuvo una duración de 56 minutos, mientras que el segundo estrenado el 22 de febrero del 2012 duró 58 minutos, en total haciendo 1 hora con 55 minutos.
En la miniserie participó la compañía de producción "Filmlance International AB". Fue distribuida por "Film1" en el 2015 en la televisión limitada en los Países Bajos, por "Sveriges Television (SVT)" en televisión en Suecia, por "Yleisradio (YLE)" en Finlandia en televisión y por  "Zweites Deutsches Fernsehen (ZDF)" por todos los medios a través de todo el mundo.  

### Emisión en otros países
| País        | Título                             | Fecha de Estreno    |
| ----------- | ---------------------------------- | ------------------- |
| Finlandia   | Arne Dahl: Juhannusyön uni         | 10 de marzo de 2015 |
| Reino Unido | Arne Dahl: A Midsummer Night Dream | -                   |